# Saki (powiat bielski)
Saki – wieś w Polsce położona w województwie podlaskim, w powiecie bielskim, w gminie Bielsk Podlaski.
Wieś królewska w starostwie bielskim w ziemi bielskiej województwa podlaskiego w 1795 roku. W latach 1975–1998 miejscowość należała administracyjnie do województwa białostockiego.
Wierni kościoła rzymskokatolickiego należą do parafii Matki Bożej z Góry Karmel w Bielsku Podlaskim.